# Caproni Ca.313
Caproni Ca 313 var ett tvåmotorigt italienskt bomb- och fjärrspaningsflygplan. Caproni Ca 309 togs fram 1936 som ett "koloniflygplan". Med denna benämning avsågs ett spanings-, bomb- och transportflygplan för användning i Nordafrika. Ricognizione Piccolo Bombardamento på italienska: Spaning Lätt Bombplan.

## Historik

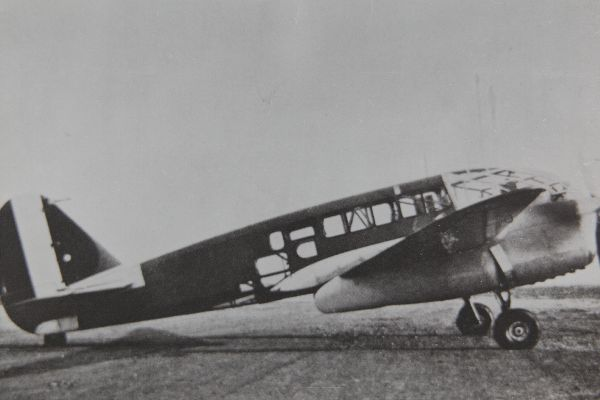
Italiensk Ca.313.

Ca 309 var första ledet i en lång rad närbesläktade varianter från Capronifabriken. Ca 310 försågs med infällbart landställ och Ca 311 var första varianten med en mängd fönster i framkroppen. Flygplanet var lågvingat med en motor i vardera vinge. Vid tillverkningen användes en rad material. Vingen var en dukklädd träkonstruktion. Flygkroppens främre del bestod av svetsade stålprofiler, klädda med aluminiumplåt och glas, medan bakkroppen var tillverkad av ett skelett av svetsade stålrör. På stålrörsskelettet monterades profillister av trä, som sedan kläddes med faner och duk. Propellrarna som var tillverkade av Alfa Romeo var omställbara, flöjlningsbara och försedda med propellerregulator, så kallad constant speed propeller.
Före andra världskriget exporterades flygplanet till Jugoslavien, Norge, Peru och Ungern. Frankrike och Storbritannien beställde 600 flygplan som inte levererades i och med att Italien gick in i andra världskriget på Tysklands sida.

## Användning i Sverige
Mellan åren 1940 och 1945 ingick Caproni Ca.313 i Svenska flygvapnet och var det första flygplanet som blev tilldelat beteckning i 1940 års beteckningssystem. I detta system blev flygplansmodeller tilldelade ett flygplansnummer, här Flygplan 16, istället för olika typnummer beroende på sin tilldelade roll. Detta gjorde att flygplansmodellen behöll sitt nummer oberoende av sin funktion, här B 16, T 16, S 16 och Tp 16, vilka troligtvis skulle fått beteckningarna B 7, T 3, S 15 och Tp 12 i det föregående beteckningssystemet.
| Varianter | Antal | Tjänstetid | Typ               | Basering  |
| --------- | ----- | ---------- | ----------------- | --------- |
| B 16A     | 30    | 1940–1945  | Bombflygplan      | F 7       |
| S 16A     | 67    | 1940–1945  | Spaningsflygplan  | F 3, F 11 |
| T 16A     | 14    | 1941–1941  | Torpedflygplan    | F 7       |
| S 16B     | 14    | 1941–1945  | Spaningsflygplan  | F 3, F 11 |
| Tp 16     | 2     | 1943–1945  | Transportflygplan | F 8, F 11 |

### Anskaffning
När Kungliga flygförvaltningen (KFF) misslyckats med att köpa fjärrspaningsflygplan i USA och Storbritannien öppnades 1940 en möjlighet att från Italien, i samband med en större vapenmaterialaffär angående fartyg, motorer och flygplan som ej passade det italienska försvaret, få införskaffa ett antal Caproni Ca.313.
På Capronifabriken i Italien stod ett antal osålda motorlösa Caproni Ca.313 avsedda för Frankrike. Sverige beställde 84 flygplan som modifierades för att passa till den italienska luftkylda inverterade V12-motorn från Isotta Fraschini. Kungliga flygförvaltningen valde att köpa kompletta flygplan då det inte fanns svenska motorer att uppbringa till flygplanen. 
Under leveransflygningen till Sverige drabbades flygplanen av problem. För att lösa dem följde italienska tekniker med från Capronifabriken till Tyskland för att finjustera och reparera flygplanen.

### B 16A
Beskrivning: B 16A var ett medeltungt höjdbombplan utrustat med två inre bombrum (på B 16 kallade bombfack) och möjlighet till två yttre bombställ. Maximal tillåten bomblast var drygt 800 kg men teoretiskt kunde planet bära upp till 1000 kg.
Bomber: Det två inre bombrummen kunde bära åtta stycken 50 kg bomber tillsammans, till exempel 50 kg minbomb m/37, alternativt 32 stycken 6–12 kg brand- eller sprängbomber, fyra småbomber per bomblås. Bombrummen var byggda som höga fack och bar bomberna i rader ovanpå varandra. De yttre bombställen monterades på underkroppen vid vingarnas framkant och fanns i två modeller: Bombställ m/40 EM (externt monterad), vilken kunde bära en 250 eller 500 kg bomb, till exempel 250 kg minbomb m/40 eller 500 kg minbomb m/41, och Bombställ 2 m/40 EM, vilken kunde bära två stycken 50 kg bomber. På grund av begränsad tillåten lastförmåga kunde B 16 maximalt bära 750 kg av yttre last, en 250 kg bomb och en 500 kg bomb. 
Användning: Flygplan 16 var mycket omtyckt i början av sin karriär. Trots sina tekniska problem var det ett utmärkt bombflygplan med goda flygegenskaper. Det var snabbt och hade god lastförmåga för sin storlek och motorstyrka.
Flygplanet var konstruerat för fällning av bomberna i planflykt, ett så kallat höjdbombplan, men Sverige ville även kunna använda planet för dyk- och störtbombning, något planet med sin träkonstruktion ej var menat för. För störtbombning kunde man ej använda planets inre bomber då de skulle träffa bombfackens framvägg vid släpp i vinkel. Istället använde man de yttre ställen vid störtbombning. Med B 16 kunde man störtbomba med 30 till 45 graders dykvinkel utan att bomberna slog i propellrarna. Som sikte för störtbombning hade man målat en röd punkt på nosglaset.
Då flygplanet ej var konstruerat för bombning i dykning kom ett antal flygplan att totalhaverera under störtbombning. Dock var dessa förhållandevis ett fåtal.
Tjänst: Första flottiljen att förses med B 16 var den nya bombflottiljen Kungl. Skaraborgs Flygflottilj, F 7. Leveranserna av B 16 började i november 1940 och 1942 hade man tre fullskaliga divisioner. 
Tyvärr var B 16 som ovan beskrivet inte konstruerat för dykbombning, men heller inte Sveriges kalla och fuktiga klimat. Dessa faktorer tillsammans med bristen på ordentligt flygbränsle, liksom slarv, gjorde att flera flygplan havererade på kort tid från sommaren 1941.  
Efter ett antal mindre modifieringar 1941 och ytterligare haverier 1942 bytte man vingbalkar på alla flygplanen och modifierade dem till S 16A-standard. Myterna om "flygande likkistan" beseglade därefter det egentligen omtyckta flygplanets rykte. De ombyggda planen skickades till F 11 för att användas som spaningsplan. 
Trots att B 16 blev spaningsplan kom man fortfarande att dykbomba med planen. I modifieringen till S 16 tog man enbart bort de inre bombfacken för att göra plats åt extra bränsle, men lät de yttre balklägena vara kvar. Så sent som 1944 dykbombade man med dem till S 16 ombyggda B 16.

### S 16A

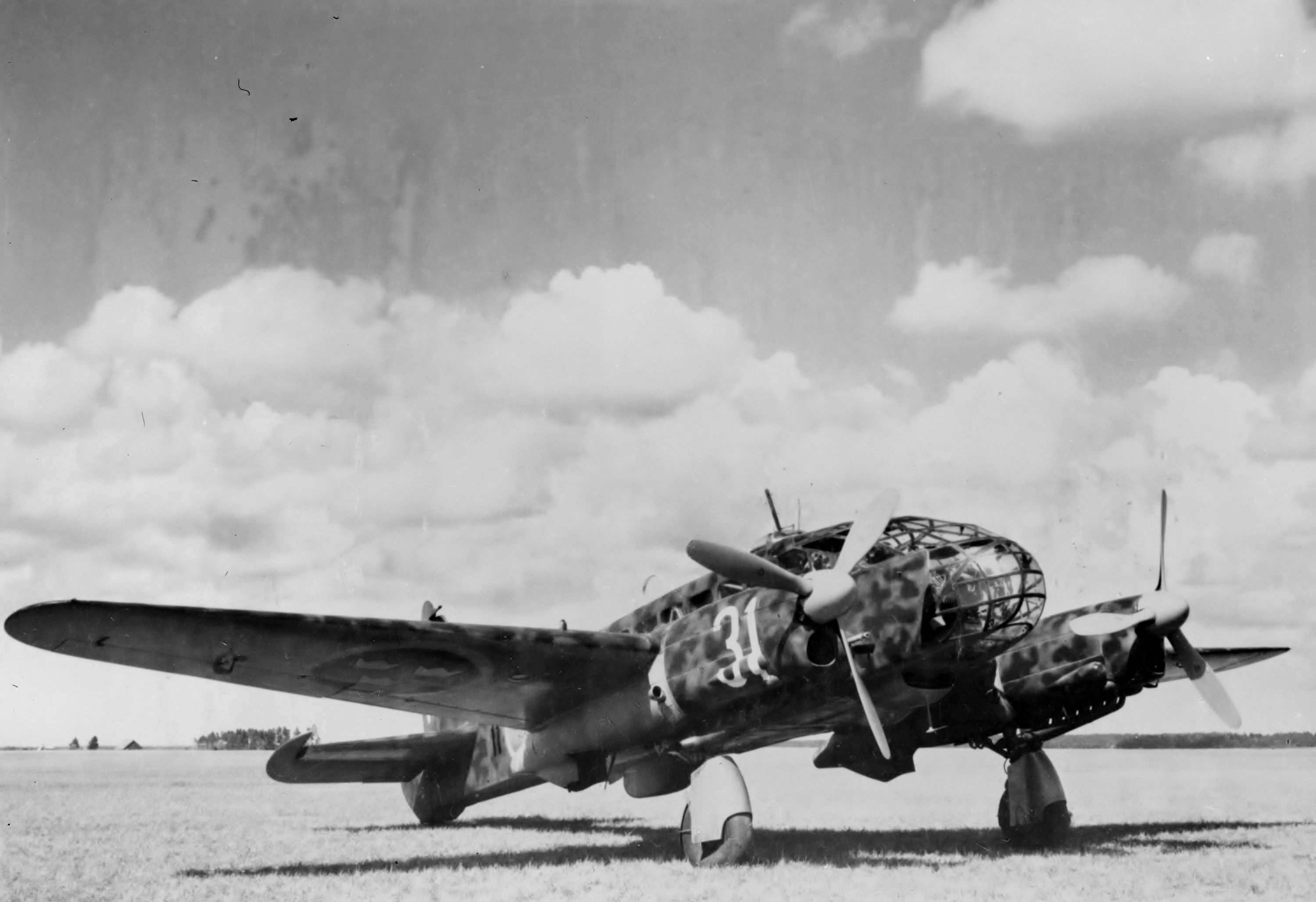
Flygplan S 16 märkt nummer 31 tillhörande F 11 Nyköping på ett okänt flygfält

S 16 var en B 16 utrustad för spaning med kameror och extra bränsletankar, vilket medförde att bomblasten minskades. Flygvapnet hade 40 stycken S 16.
På Flygvapenmuseum finns en replik i full skala som byggdes i samband med inspelningen av Lars Molins TV-serie Tre kärlekar (1989). Vissa delar som hittats på Visingsö från originalflygplanen användes i konstruktionen av repliken.

### T 16A
T 16 var ett av svenska Flygvapnets torpedfällningsflygplan som utvärderades under andra världskriget.
När Flygvapnet genomförde sitt nödlösningsköp 1940 av Caproni Ca 313 diskuterades även en order på 14 stycken torpedflygplan. Eftersom det dragit ut på tiden mellan köpet av de första B 16 flygplanen och T 16, meddelades från Italien 1941 att flygplanen avsedda för Sverige har övertagits av det italienska flygministeriet. 14 stycken flygplan kunde levereras först om tre till fyra månader. Flygförvaltningen avbröt förhandlingarna med Caproni för att försöka finna andra lösningar. 1 februari 1941 återupptog Caproni förhandlingarna och erbjöd en prisreduktion med 10 procent per flygplan samt montering av torpedinstallationen utan kostnad om en affär blev av. Flygförvaltningen svarade att man även önskade uppvärmningsanordningar för torpedinstallationerna utan kostnad samt att flygplanen skulle betalas först när de passerat italienska gränsen; dessutom skulle det råmaterial Italien beställt i Sverige inte lämna Trelleborg innan flygplanen hade levererats. Efter dessa förhandlingar undertecknades 13 april 1941 ett kontrakt om köp av 16 stycken Caproni 313 utrustade för torpedfällning.
Flygplanen, som var avsedda för Blekinge flygflottilj (F 17), flögs hem från Italien med svenska besättningar via Milano, München, Stettin, Krigsflygskolan (F 5) och Skaraborgs flygflottilj (F 7). Med i samma leveransgrupp flög även en J 11. Flera av flygplanen drabbades av motorproblem under leveransflygningen och ett flygplan havererade i München.
14 flygplan kom fram och landade på F 7 från juli till september 1941 och redan när de landade på Såtenäs placerades flygplanen på verkstad, eftersom erfarenheterna från B 16 visade att flygplanstypen led av stora tekniska problem. Efter genomgång av flygplanen överfördes planen 1942 till Östgöta flygflottilj (F 3) och Södermanlands flygflottilj (F 11) med benämningen S 16B.
Under sommaren 1942 testade Försökscentralen (FC) den nya minan F:9 både vid markprov och flygfällning. Minan hängdes under en T 16, flygplanet startade och flög mot Motala och man fällde minan. Detta var troligen den enda minfällning som gjordes med en T 16 eftersom den drabbades av flygförbud någon dag efter fällningen, när väl förbudet var hävt var det inte längre aktuellt att använda Caproni som torped/minbärare.
Flygplanen kom aldrig att tas i tjänst som torpedfällningsflygplan utan modifierades om till spaningsflygplan med benämningen S 16B. Torpedställen till flygplanen hamnade på förråd hos Centrala Verkstaden Västerås (CVV) och användes senare när 14 stycken B 3 modifierades till torpedflygplan.

### S 16B
När planen att använda T 16A som torpedflygplan skrotades valde man att modifiera de inköpta T 16A till spaningsplan i liknande regi som S 16A. Då de skiljde sig från den existerande S 16A valde man att ombeteckna planet S 16B. S 16B saknade bland annat beväpning i kulsprutetornet.

### Tp 16
Tp 16 var tänkt som ett stabstransportflygplan och var ombyggda S 16 där bombställ och den övre rörliga kulsprutan samt kamerautrustning var utbytta mot fyra stolar, bord och belysning. Två plan modifierades av Centrala Flygverkstaden Malmslätt (CVM) och baserades vid Svea flygflottilj (F 8) och Södermanlands flygflottilj (F 11).

### Slutskede

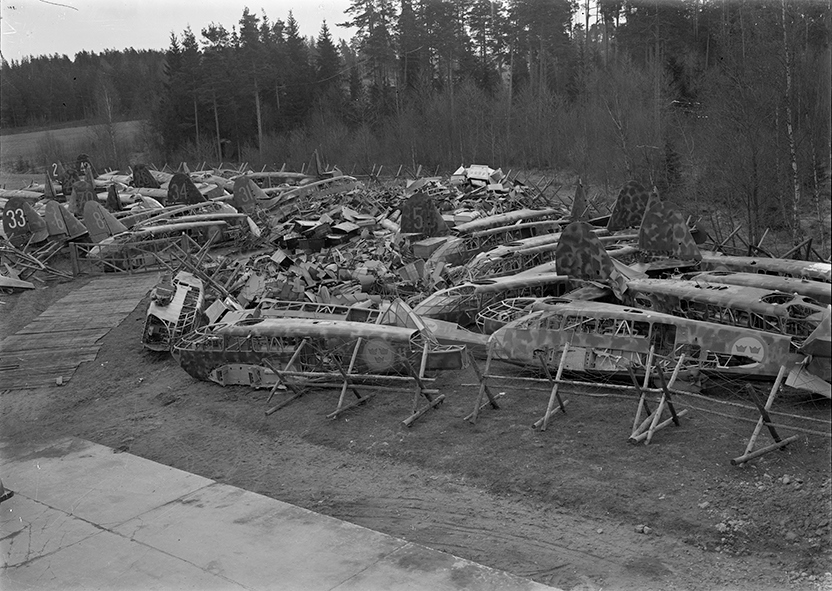
Skrotade flygplan Caproni Ca 313 från F 11 på en skrot på Visingsö.

Flygplan 16 fick en kort tjänsteperiod i flygvapnet, då det hela tiden drabbades av driftstörningar och haverier. I nyhetstidningarna kallades det "Den flygande likkistan". Slarv vid tillverkningen samt brister i materialvalet vid tillverkningen var några av orsakerna, men även felaktigt utnyttjande från flygvapnets sida. Slarvet var av den graden att general Nils Söderberg misstänkte rent sabotage, då flygplanen ursprungligen var avsedda för Frankrike.
Planet användes inledningsvis som störtbombare, vilket det inte var avsett för. Flera incidenter och haverier kunde tillskrivas bristande cockpitdisciplin med framför allt bränslesystemet. Ytterligare en orsak var att det under krigsåren användes ett bränsle, bentol, som löste upp lackeringen på korkflottörerna i motorernas förgasare med bränsleläckage och motorbrand som följd. För att åtgärda de grövsta strukturella felen kallades 300 civila snickare in till flygflottiljerna för att bland annat byta ut vattenskadat trä i vingarna. 
Problemen med Flygplan 16 gjorde att den fick ett dåligt rykte. Sammanlagt 21 flygplan totalhavererade, tre sköts ner av Luftwaffe och totalt 41 besättningsmän omkom under perioden 1940–1945. En statistik som inte visar mer problem än vad som kunde förväntas under motsvarande höga flygtidsuttag under rådande omständigheter. Den sista flygningen med B 16 gjordes i slutet av april 1945. De kvarvarande flygplanen skrotades, eldades upp vid brandövningar eller användes som mål vid bomb- och skjutövningar på Visingsö.
Inte ett enda flygplan bevarades. 

## Varianter
- Ca.313 - Vidareutvecklad Ca.311 med radmotorer
- Ca.313RPB1 - Fullt namn, Ca.313 Ricognizione/Pattugliamento/Bombardamento 1 (Spaning, Patrullering, Bombning). Italienskt bombflygplan med två stycken I-F Delta RC.35 1DS radmotorer. 400 kg interna bomber.
- Ca.313RPB2 - Annan italiensk variant med ny nos och ny beväpning.
- Ca.313RA - Fullt namn, Ca.313 Ricognizione Aerosiluranti (Spaning, Torpedfällning). Modifierade Ca.313RPB2 för torpedfällning.
- Ca-313FP - Fullt namn, Ca.313 Fusoliera Piccola (liten flygkropp). Denna fick senare ny beteckning som blev Ca.176.
- Ca.313F - F för Francia (Frankrike). Fransk version med fransk beväpning. 5 stycken av 200 beställda levererades innan Frankrikes kapitulering mot Tyskland 1940. Planet hade 2 stycken 7,5 mm mac 1934 kulsprutor i vingrötterna, en 7,5 mm mac 1934 kulspruta i tornet och en rörlig för den nedre skytten.
- Ca.313 (okänd beteckning) - Storbritannien beställde 300 Ca.313 flygplan innan kriget men ingen levererades. Skulle haft brittisk beväpning.
- Ca.313G - G för Germania (Tyskland). Skol- och stabsflygplan för det Tyska flygvapnet. 905 beställda med de flesta beställningarna avbrutna i slutändan. Hade till skillnad från andra Ca.313 en mer konventionell nos utan massa glasrutor. Samma nos användes på belgiska Caproni Ca.312bis flygplan.
- Ca.313RPB/S, kort 'Ca.313S - S för Svezia (Sverige). Denna variant kom att bli varianterna: B 16A, T 16B, S 16A, S 16B och Tp 16S i Sverige. Beväpningen var antingen 8 mm ksp m/22 eller 13,2 mm akan m/39 beväpning i vingrötterna med resterande positioner beväpnade med 8 mm ksp m/22.